# Malo Polje (Perušić)
Malo Polje falu Horvátországban Lika-Zengg megyében. Közigazgatásilag Perušićhoz tartozik.

## Fekvése
Otocsántól légvonalban 25 km-re közúton 36 km-re délkeletre, községközpontjától légvonalban 3 km-re közúton 3 km-re északnyugatra, az 50-es számú főúttól és az A1-es autópályától nyugatra fekszik

## Története
A terület 1689-ben szabadult fel a százötven évi török uralom alól. A szabaddá vált területre katolikus horvátok települtek, akik határőrszolgálatot láttak el. Az otocsáni ezred perušići századához tartoztak. A falunak 1857-ben 250, 1910-ben 365 lakosa volt. A trianoni békeszerződés előtt Lika-Korbava vármegye Perušići járásához tartozott. Ezt követően előbb a Szerb-Horvát-Szlovén Királyság, majd Jugoszlávia része lett. 1991-ben lakosságának száz százaléka horvát nemzetiségű volt. 1991-ben a független Horvátország része lett. 2011-ben 75 lakosa volt, akik földműveléssel, állattartással foglalkoznak.

## Lakosság
| Lakosság változása | Lakosság változása | Lakosság változása | Lakosság változása | Lakosság változása | Lakosság változása | Lakosság változása | Lakosság változása | Lakosság változása | Lakosság változása | Lakosság változása | Lakosság változása | Lakosság változása | Lakosság változása | Lakosság változása | Lakosság változása |
| ------------------ | ------------------ | ------------------ | ------------------ | ------------------ | ------------------ | ------------------ | ------------------ | ------------------ | ------------------ | ------------------ | ------------------ | ------------------ | ------------------ | ------------------ | ------------------ |
| 1857               | 1869               | 1880               | 1890               | 1900               | 1910               | 1921               | 1931               | 1948               | 1953               | 1961               | 1971               | 1981               | 1991               | 2001               | 2011               |
| 250                | 270                | 320                | 337                | 396                | 365                | 336                | 309                | 353                | 317                | 265                | 248                | 168                | 136                | 99                 | 75                 |